# 141 Lumen
141 Lumen (mednarodno ime je tudi 141 Lumen) je velik asteroid v glavnem asteroidnem pasu. Kaže značilnosti treh tipov asteroidov (C, P in F) .
Svojo tirnico ima zelo blizu družine asteroidov Evnomija, čeprav ne spada v to družino.

## Odkritje
Asteroid sta odkrila francoska astronoma brata Paul Henry in Prosper Henry 13. januarja 1875 .
Odkritje pa priznavajo Paulu Henryju. Imenuje se po naslovu ene izmed knjig Nicolasa Camillea Flamariona (1842 – 1925), francoskega astronoma in pisatelja.

## Lastnosti
Asteroid Jueva obkroži Sonce v 4,35 letih. Njegova tirnica ima izsrednost 0,215, nagnjena pa je za 11,882° proti ekliptiki. Njegov premer je 130 km, okoli svoje osi pa se zavrti v 19,67 h . 
Površino ima zelo temno (albedo 0,054), verjetno vsebuje ogljikove spojine.